# Festival Eurovisão da Canção 1964
O Festival Eurovisão da Canção 1964 (em inglês: Eurovision Song Contest 1964, em francês: Concours Eurovision de la chanson 1964 e em dinamarquês: Eurovision Melodi Grand-prix 1964) foi o 9º Festival Eurovisão da Canção e teve lugar no dia 21 de março de 1964, em Copenhaga, na Dinamarca. Lotte Wæver foi a apresentadora do festival que foi ganho por Gigliola Cinquetti que representou a Itália com a canção "Non ho l'età" (Não tenho idade), e que foi assistido por 100 milhões de pessoas.
Portugal participou pela primeira vez com António Calvário cantando Oração, contudo a estreia não foi auspiciosa: a canção não teve qualquer voto (tornou-se o primeiro país a estrear-se sem qualquer ponto; nesta edição, a Alemanha, a Jugoslávia e a Suíça também não teriam qualquer ponto) e a política ditatorial de António Oliveira Salazar e a Guerra Colonial, contribuiu para uma recepção fria por parte do público presente. 
Este festival foi marcado por um protesto político depois da participação suíça: um homem entrou em palco e exibiu um cartaz a protestar contra Francisco Franco e António de Oliveira Salazar, cartaz esse que dizia "Boicotem Franco e Salazar". Enquanto isto se passava, os espectadores viram o quadro de votações, depois do homem ser retirado, a competição continuou sem mais sobressaltos. Curiosamente, não existe qualquer cópia das imagens deste festival, ao que parece, na década de 1970, um fogo terá destruído os estúdios da DR (a televisão estatal dinamarquesa), onde estava a fita deste festival. Não existe qualquer gravação do festival na íntegra por parte das outras televisões (ainda houve rumores de que a BBC tinha), pois estas só tinham o hábito de gravar o final, quando o cantor vencedor voltava a cantar a canção vencedora, o único registo vídeo que existe deste festival (a parte sonora áudio existe na totalidade) é o princípio (onde se podem ver os soldados reais dinamarqueses tocando o hino da Eurovisão) até à apresentadora Lotte Wæver dizer umas palavras em dinamarquês e depois dizer "Good Evening Europe" e a repetição da canção vencedora "Non ho l'età" de Gigliola Cinquetti, tudo o resto desapareceu. No entanto, em dezembro de 2021, o utilizador do Reddit DYLCWS carregou um vídeo de 3 minutos do festival que comprou à emissora finlandesa YLE, onde aparece Gigliola Cinquetti a ser declarada a vencedora, Lotte Wæver a apresentar Svend Pedersen, que entregou o prémio a Gigliola, um clipe do prémio e do público, e um trecho da canção vencedora.

## Local

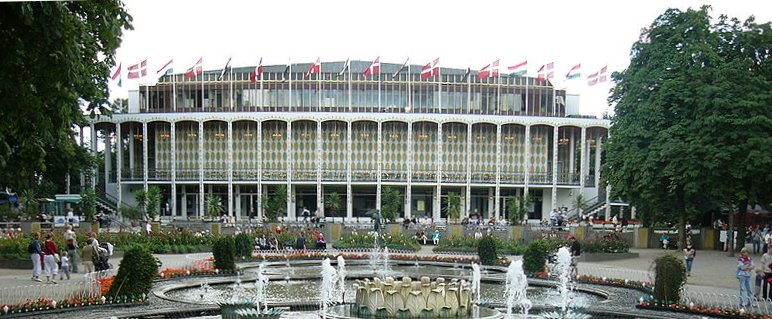
O Tivolis Koncertsal, em Copenhaga, na Dinamarca.

O Festival Eurovisão da Canção 1964 ocorreu em Copenhaga, na Dinamarca. Copenhaga é a capital e a maior cidade da Dinamarca e dispõe de privilégios de condado. Situa-se na costa do mar Báltico em frente da Suécia. A sua principal atracção turística é a escultura Sereiazinha ou  Pequena Sereia situada no porto da cidade.
O festival em si realizou-se no Tivolis Koncertsal. Inaugurada em 1956 e remodelado em 2005, o Tivolis Koncertsal é uma sala de espetáculos situado nos Jardins de Tivoli. O edifício foi desenhado pelos arquitectos Frits Schlegel e Hans Hansen. Vários artistas pop e rock já atuaram no Tivolis, como The Grateful Dead, Elton John, Procol Harum, Uriah Heep, Cream, Jerry Lee Lewis e Jethro Tull. Atualmente, recebe concertos de música clássica. Em 2005, o edifício foi renovado e foi estendido pela empresa 3XN, onde o estilo clássico da década de 1950, o principal auditório incluindo uma cor característica de vermelho, azul, amarelo e verde, foi restaurada, enquanto as instalações aos visitantes melhoraram e expandiram-se.

## Formato e visual
A apresentadora desta edição foi Lotte Wæver, que apresentou o festival maioritariamente em dinamarquês, mas também em inglês e francês. Antes de cada atuação, introduzia o diretor de orquestra, como o intérprete, mas também explicava cada tema.
A orquestra escolhida para esta edição foi a Grand Prix Orchestra, de 42 membros, dirigida por Kai Mortensen.
Pela primeira vez na história do festival, um intérprete foi autorizado a retornar ao palco após sua apresentação: após a interpretação de Gigliola Cinquetti, o público respondeu com aplausos prolongados e entusiasmados e Cinquetti pôde voltar para saudar novamente os espectadores.
O festival abriu com a atuação da Guarda Real Dinamarquesa, seguindo-se a apresentação de Lotte Wæver.
O intervalo foi preenchido com um balé intitulado "Harlequinade",  no qual os amores de Arlequim e Colombina foram encenados. A coreografia foi criada por Niels Bjørn Larsen, então diretor do Ballet Real da Dinamarca. Os principais papéis foram desempenhados por Solveig Oestergaard e Niels Kehlet, que foram acompanhados pelos bailarinos do Ballet Real da Dinamarca.
Os ensaios começaram a 18 de março.
O palco era simplesmente decorado com buquês de flores, painéis e medalhões exibindo vistas típicas da Dinamarca. Os artistas fizeram a sua entrada por uma escada em espiral, localizada na parte de trás do palco. A orquestra foi colocada num buraco, à frente e à direita do pódio. O quadro de votação estava localizado à esquerda do palco.
O festival de 1964 juntamente com o de 1956 são os únicos cujo registo em vídeo não existe e apenas são conhecidos os registos em áudio de cada um destes festivais. Julga-se que o desaparecimento do ficheiro foi devido a um incêndio nos arquivos da televisão dinamarquesa DR. Também se afirma que esta edição nunca foi gravada, aparentemente não havia tecnologia disponível para gravar este programa.

## Votação
Um novo sistema de votação foi utilizado. Assim, cada país tinha 10 júris e cada um tinha 9 votos para atribuir. A canção que obtivesse mais votos dentro do júri obtinha 5 pontos, o segundo 3 e a canção em 3º lugar 1 ponto. Se apenas uma canção tivesse todos os votos entre os júris obtinha 9 pontos e se apenas duas canções fossem escolhidas, a canção mais votada obtinha 6 pontos e a outra canção 3 pontos. A vitória da Itália nunca foi posta em causa, principalmente após receber a pontuação máxima, 5 pontos, dos primeiros dois países a votar.
Os resultados dos votos foram anunciados oralmente, de acordo com a ordem crescente dos votos: 1, 3 e depois 5 votos.
Pela primeira vez, a UER delegou um supervisor no local: Miroslav Vilček, encarregado de monitorizar o processo de votação e controlar os resultados. Ele sentou-se com uma assistente junto ao quadro de votação. Ele deu o sinal de partida para a votação. Ele interveio duas vezes: primeiro, para acrescentar à mesa, uma votação da Itália para a Espanha, que havia sido esquecida; segundo, para que o porta-voz espanhol repetir a atribuição da pontuação máxima, pois o aplauso do público impediu-o de ouvir o nome do país beneficiário.
Pela primeira vez na história do concurso, os votos não foram escritos no tabuleiro, mas como flechas graduadas.

## Participações individuais
Predefinição:Participações Individuais ESC1964

## Participantes

Países participantes
Países que participaram nos anos anteriores mas não participaram neste ano

Para além da já mencionada Gigliola Cinquetti, convém ainda realçar os Países Baixos, que se tornaram o primeiro país a enviar uma representante de origem não europeia, visto que Anneke Grönloh era de origem indonésia. Espanha também foi representada por um grupo não europeu, Los TNT, que se tornaram a primeira banda com três ou mais elementos a atuar na Eurovisão. Nelly, a vocalista da banda, foi também a única a recorrer a um acessório durante a sua atuação, uma concha, que ilustrava o tema da canção, "Caracola". Representando a Áustria estava Udo Jürgens, que dois anos mais tarde viria a conquistar a primeira vitória para a Áustria, que se tornou o primeiro artista que se fez acompanhar por um piano em palco.
A resposta imediata do público de Koncertsal à canção italiana foi marcadamente entusiástica e prolongada e, mais incomum para uma atuação no concurso, depois de deixar o palco, Gigliola Cinquetti foi autorizada a retornar. A sua atuação foi repetida no dia seguinte na BBC. No evento, ela conquistou a vitória mais esmagadora na história do concurso até então, com uma pontuação quase três vezes maior que a de seu rival mais próximo, um feito extremamente improvável de ser derrotado pelo sistema de pontuação pós-1974. "Non ho l'età" figurou no top20 em Itália, França, Reino Unido, Alemanha, Países Baixos, Bélgica e Noruega, e com algum sucesso em Portugal. A canção também foi gravada em inglês, francês, castelhano, alemão e japonês.
Destaque também para o título da música alemã, ainda é o mais longo título gravado na Eurovisão: 34 letras no total. 
| País            | Título original da Canção                       | Artista                  | Processo                                        | Data da Selecção        |
| País            | Tradução em Português                           | Idiomas de Interpretação | Processo                                        | Data da Selecção        |
| --------------- | ----------------------------------------------- | ------------------------ | ----------------------------------------------- | ----------------------- |
| Áustria         | "Warum nur, warum?"                             | Udo Jürgens              | Selecção Interna                                | -                       |
| Áustria         | Apenas, porquê, porquê?                         | Alemão                   | Selecção Interna                                | -                       |
| Alemanha        | "Man gewöhnt sich so schnell an das Schöne"     | Nora Nova                | Ein Lied Für Kopenhagen 1964                    | 11 de janeiro de 1964   |
| Alemanha        | Com que rapidez nos habituamos a coisas boas    | Alemão                   | Ein Lied Für Kopenhagen 1964                    | 11 de janeiro de 1964   |
| Bélgica         | "Près de ma rivière"                            | Robert Cogoi             | Selecção Interna                                | -                       |
| Bélgica         | Perto do meu rio                                | Francês                  | Selecção Interna                                | -                       |
| Dinamarca       | "Sangen om dig"                                 | Bjørn Tidmand            | Dansk Melodi Grand Prix 1964                    | 15 de fevereiro de 1964 |
| Dinamarca       | A canção sobre ti                               | Dinamarquês              | Dansk Melodi Grand Prix 1964                    | 15 de fevereiro de 1964 |
| Estado espanhol | "Caracola"                                      | Los TNT                  | Preselección de Eurovision 1964                 | 18 de fevereiro de 1964 |
| Estado espanhol | Concha                                          | Castelhano               | Preselección de Eurovision 1964                 | 18 de fevereiro de 1964 |
| Finlândia       | "Laiskotellen"                                  | Lasse Mårtenson          | Euroviisut 1964                                 | 15 de fevereiro de 1964 |
| Finlândia       | Inatividade                                     | Finlandês                | Euroviisut 1964                                 | 15 de fevereiro de 1964 |
| França          | "Le chant de Mallory"                           | Rachel                   | Sélection française 1964                        | -                       |
| França          | Canção de Mallory                               | Francês                  | Sélection française 1964                        | -                       |
| Itália          | "Non ho l'età"                                  | Gigliola Cinquetti       | Festival della Canzone Italiana di Sanremo 1964 | 1 de fevereiro de 1964  |
| Itália          | Não tenho idade                                 | Italiano                 | Festival della Canzone Italiana di Sanremo 1964 | 1 de fevereiro de 1964  |
| Iugoslávia      | "Život je sklopio krug" (Живот је склопио круг) | Sabahudin Kurt           | Pjesma Eurovizije 1964                          | 5 de fevereiro de 1964  |
| Iugoslávia      | A vida chega como um círculo cheio              | Bósnio                   | Pjesma Eurovizije 1964                          | 5 de fevereiro de 1964  |
| Luxemburgo      | "Dès que le printemps revient"                  | Hugues Aufray            | Selecção interna                                | -                       |
| Luxemburgo      | Uma vez chegada a Primavera                     | Francês                  | Selecção interna                                | -                       |
| Mónaco          | "Où sont-elles passées"                         | Romuald                  | Selecção interna                                | -                       |
| Mónaco          | Onde é que elas foram?                          | Francês                  | Selecção interna                                | -                       |
| Noruega         | "Spiral"                                        | Arne Bendiksen           | Melodi Grand Prix 1964                          | 15 de fevereiro de 1964 |
| Noruega         | Espiral                                         | Norueguês                | Melodi Grand Prix 1964                          | 15 de fevereiro de 1964 |
| Países Baixos   | "Jij bent mijn leven"                           | Anneke Grönloh           | Nationaal Songfestival 1964                     | 24 de fevereiro de 1964 |
| Países Baixos   | És a minha vida                                 | Holandês                 | Nationaal Songfestival 1964                     | 24 de fevereiro de 1964 |
| Portugal        | "Oração"                                        | António Calvário         | Grande Prémio TV da Canção Portuguesa 1964      | 2 de fevereiro de 1964  |
| Portugal        | Oração                                          | Português                | Grande Prémio TV da Canção Portuguesa 1964      | 2 de fevereiro de 1964  |
| Reino Unido     | "I Love the Little Things"                      | Matt Monro               | A song for Europe 1964                          | 7 de fevereiro de 1964  |
| Reino Unido     | Eu amo as pequenas coisas                       | Inglês                   | A song for Europe 1964                          | 7 de fevereiro de 1964  |
| Suíça           | "I miei pensieri"                               | Anita Traversi           | Finale suisse 1964                              | -                       |
| Suíça           | Os meus pensamentos                             | Italiano                 | Finale suisse 1964                              | -                       |

## Festival
| #   | País            | Idioma      | Artista            | Canção                                          | Lugar | Pontos |
| --- | --------------- | ----------- | ------------------ | ----------------------------------------------- | ----- | ------ |
| 1º  | Luxemburgo      | Francês     | Hugues Aufray      | "Dès que le printemps revient"                  | 4º    | 14     |
| 2º  | Países Baixos   | Holandês    | Anneke Grönloh     | "Jij bent mijn leven"                           | 10º   | 2      |
| 3º  | Noruega         | Norueguês   | Arne Bendiksen     | "Spiral"                                        | 8º    | 6      |
| 4º  | Dinamarca       | Dinamarquês | Bjørn Tidmand      | "Sangen om dig"                                 | 9º    | 4      |
| 5º  | Finlândia       | Finlandês   | Lasse Mårtenson    | "Laiskotellen"                                  | 7º    | 9      |
| 6º  | Áustria         | Alemão      | Udo Jürgens        | "Warum nur, warum?"                             | 6º    | 11     |
| 7º  | França          | Francês     | Rachel             | "Le chant de Mallory"                           | 4º    | 14     |
| 8º  | Reino Unido     | Inglês      | Matt Monro         | "I Love the Little Things"                      | 2º    | 17     |
| 9º  | Alemanha        | Alemão      | Nora Nova          | "Man gewöhnt sich so schnell an das Schöne"     | 13º   | 0      |
| 10º | Mónaco          | Francês     | Romuald            | "Où sont-elles passées"                         | 3º    | 15     |
| 11º | Portugal        | Português   | Antonio Calvário   | "Oração"                                        | 13º   | 0      |
| 12º | Itália          | Italiano    | Gigliola Cinquetti | "Non ho l'età"                                  | 1º    | 49     |
| 13º | Iugoslávia      | Bósnio      | Sabahudin Kurt     | "Život je sklopio krug" (Живот је склопио круг) | 13º   | 0      |
| 14º | Suíça           | Italiano    | Anita Traversi     | "I miei pensieri"                               | 13º   | 0      |
| 15º | Bélgica         | Francês     | Robert Cogoi       | "Près de ma rivière"                            | 10º   | 2      |
| 16º | Estado espanhol | Castelhano  | Tim, Nelly & Tony  | "Caracola"                                      | 12º   | 1      |

### Resultados
A ordem de votação no Festival Eurovisão da Canção 1964, foi a seguinte:

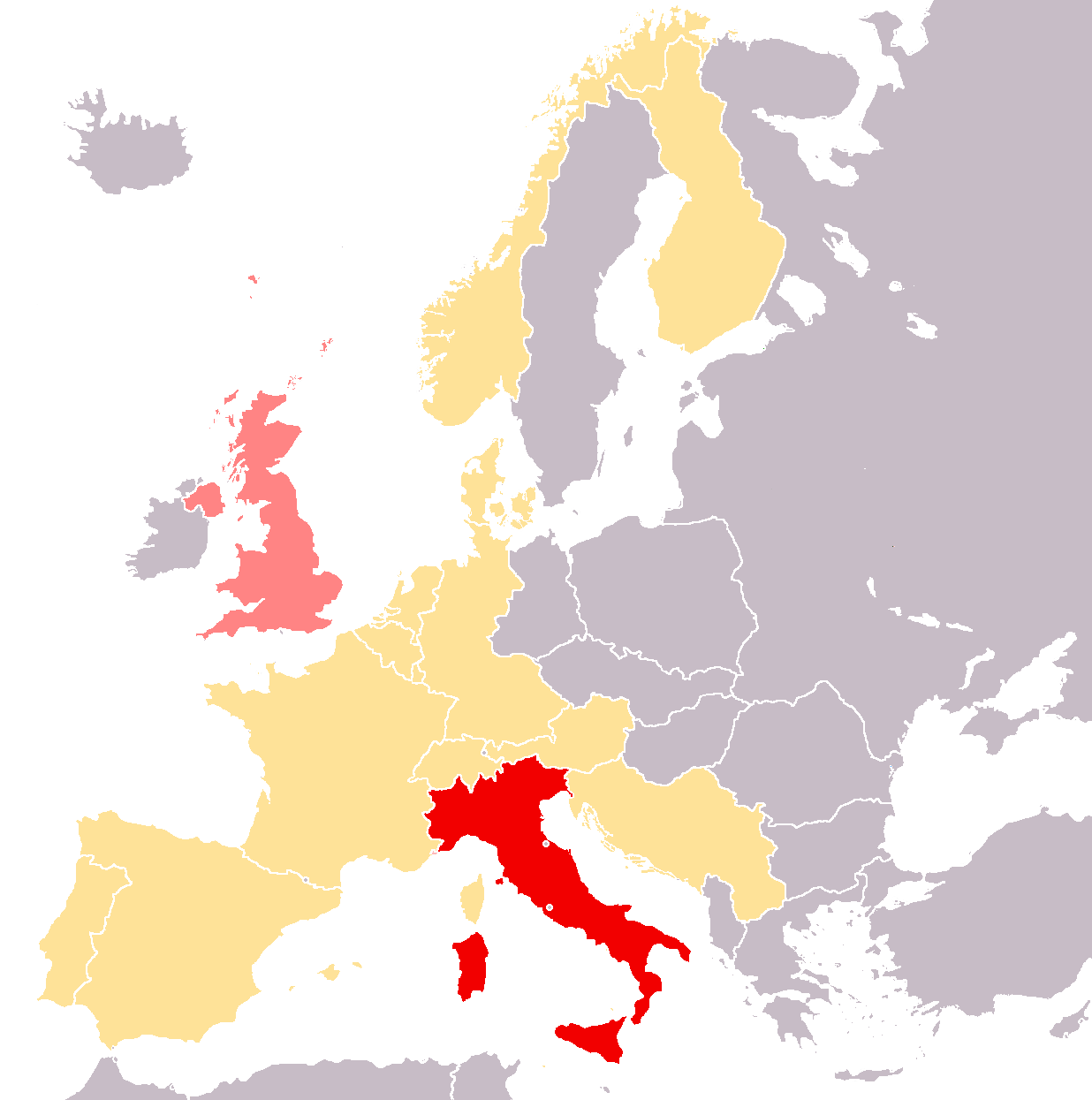
Vencedor
2º classificado
3º classificado

| Países Votantes | Países Pontuados | Países Pontuados | Países Pontuados | Países Pontuados | Países Pontuados | Países Pontuados | Países Pontuados | Países Pontuados | Países Pontuados | Países Pontuados | Países Pontuados | Países Pontuados | Países Pontuados                              | Países Pontuados | Países Pontuados | Países Pontuados |
| --------------- | ---------------- | ---------------- | ---------------- | ---------------- | ---------------- | ---------------- | ---------------- | ---------------- | ---------------- | ---------------- | ---------------- | ---------------- | --------------------------------------------- | ---------------- | ---------------- | ---------------- |
| Países Votantes | Luxemburgo       | Países Baixos    | Noruega          | Dinamarca        | Finlândia        | Áustria          | França           | Reino Unido      | Alemanha         | Mónaco           | Portugal         | Itália           | República Socialista Federativa da Iugoslávia | Suíça            | Bélgica          | Espanha          |
| Luxemburgo      |                  |                  |                  |                  |                  |                  | 1                |                  |                  | 3                |                  | 5                |                                               |                  |                  |                  |
| Países Baixos   | 3                |                  |                  |                  |                  |                  |                  | 1                |                  |                  |                  | 5                |                                               |                  |                  |                  |
| Noruega         |                  |                  |                  | 1                | 3                |                  |                  | 5                |                  |                  |                  |                  |                                               |                  |                  |                  |
| Dinamarca       |                  | 1                | 5                |                  | 3                |                  |                  |                  |                  |                  |                  |                  |                                               |                  |                  |                  |
| Finlândia       |                  |                  | 1                |                  |                  |                  |                  | 3                |                  |                  |                  | 5                |                                               |                  |                  |                  |
| Áustria         |                  |                  |                  |                  |                  |                  | 3                | 1                |                  |                  |                  | 5                |                                               |                  |                  |                  |
| França          | 3                |                  |                  |                  |                  |                  |                  | 1                |                  | 5                |                  |                  |                                               |                  |                  |                  |
| Reino Unido     |                  | 1                |                  |                  | 3                |                  |                  |                  |                  |                  |                  | 5                |                                               |                  |                  |                  |
| Alemanha        | 5                |                  |                  |                  |                  |                  |                  | 1                |                  |                  |                  | 3                |                                               |                  |                  |                  |
| Mónaco          |                  |                  |                  |                  |                  |                  | 5                |                  |                  |                  |                  | 3                |                                               |                  | 1                |                  |
| Portugal        |                  |                  |                  |                  |                  |                  | 3                |                  |                  |                  |                  | 5                |                                               |                  | 1                |                  |
| Itália          | 3                |                  |                  |                  |                  | 5                |                  |                  |                  |                  |                  |                  |                                               |                  |                  | 1                |
| Iugoslávia      |                  |                  |                  |                  |                  |                  | 1                |                  |                  | 3                |                  | 5                |                                               |                  |                  |                  |
| Suíça           |                  |                  |                  |                  |                  |                  |                  | 5                |                  | 1                |                  | 3                |                                               |                  |                  |                  |
| Bélgica         |                  |                  |                  |                  |                  | 1                |                  |                  |                  | 3                |                  | 5                |                                               |                  |                  |                  |
| Estado espanhol |                  |                  |                  | 3                |                  | 5                | 1                |                  |                  |                  |                  |                  |                                               |                  |                  |                  |
| Lugar           | 14               | 2                | 6                | 4                | 9                | 11               | 14               | 17               | 0                | 15               | 0                | 49               | 0                                             | 0                | 2                | 1                |
| Total           | 4º               | 10º              | 8º               | 9º               | 7º               | 4º               | 4º               | 2º               | 13º              | 3º               | 13º              | 1º               | 13º                                           | 13º              | 10º              | 12º              |
| Países Votantes | Luxemburgo       | Países Baixos    | Noruega          | Dinamarca        | Finlândia        | Áustria          | França           | Reino Unido      | Alemanha         | Mónaco           | Portugal         | Itália           | República Socialista Federativa da Iugoslávia | Suíça            | Bélgica          | Espanha          |
| Países Votantes | Países Pontuados |                  |                  |                  |                  |                  |                  |                  |                  |                  |                  |                  |                                               |                  |                  |                  |

| Países Votantes | Países Pontuados | Países Pontuados | Países Pontuados | Países Pontuados | Países Pontuados | Países Pontuados | Países Pontuados | Países Pontuados | Países Pontuados | Países Pontuados | Países Pontuados | Países Pontuados | Países Pontuados                              | Países Pontuados | Países Pontuados | Países Pontuados |
| --------------- | ---------------- | ---------------- | ---------------- | ---------------- | ---------------- | ---------------- | ---------------- | ---------------- | ---------------- | ---------------- | ---------------- | ---------------- | --------------------------------------------- | ---------------- | ---------------- | ---------------- |
| Países Votantes | Luxemburgo       | Países Baixos    | Noruega          | Dinamarca        | Finlândia        | Áustria          | França           | Reino Unido      | Alemanha         | Mónaco           | Portugal         | Itália           | República Socialista Federativa da Iugoslávia | Suíça            | Bélgica          | Espanha          |
| Luxemburgo      | 0                | 0                | 0                | 0                | 0                | 0                | 1                | 0                | 0                | 3                | 0                | 5                | 0                                             | 0                | 0                | 0                |
| Países Baixos   | 3                | 0                | 0                | 0                | 0                | 0                | 1                | 1                | 0                | 3                | 0                | 10               | 0                                             | 0                | 0                | 0                |
| Noruega         | 3                | 0                | 0                | 1                | 3                | 0                | 1                | 6                | 0                | 3                | 0                | 10               | 0                                             | 0                | 0                | 0                |
| Dinamarca       | 3                | 1                | 5                | 1                | 6                | 0                | 1                | 6                | 0                | 3                | 0                | 10               | 0                                             | 0                | 0                | 0                |
| Finlândia       | 3                | 1                | 6                | 1                | 6                | 0                | 1                | 9                | 0                | 3                | 0                | 15               | 0                                             | 0                | 0                | 0                |
| Áustria         | 3                | 1                | 6                | 1                | 6                | 0                | 4                | 10               | 0                | 3                | 0                | 20               | 0                                             | 0                | 0                | 0                |
| França          | 6                | 1                | 6                | 1                | 6                | 0                | 4                | 11               | 0                | 8                | 0                | 20               | 0                                             | 0                | 0                | 0                |
| Reino Unido     | 6                | 2                | 6                | 1                | 9                | 0                | 4                | 11               | 0                | 8                | 0                | 25               | 0                                             | 0                | 0                | 0                |
| Alemanha        | 11               | 2                | 6                | 1                | 9                | 0                | 4                | 12               | 0                | 8                | 0                | 28               | 0                                             | 0                | 0                | 0                |
| Mónaco          | 11               | 2                | 6                | 1                | 9                | 0                | 9                | 12               | 0                | 8                | 0                | 31               | 0                                             | 0                | 1                | 0                |
| Portugal        | 11               | 2                | 6                | 1                | 9                | 0                | 12               | 12               | 0                | 8                | 0                | 36               | 0                                             | 0                | 2                | 0                |
| Itália          | 14               | 2                | 6                | 1                | 9                | 5                | 12               | 12               | 0                | 8                | 0                | 36               | 0                                             | 0                | 2                | 1                |
| Iugoslávia      | 14               | 2                | 6                | 1                | 9                | 5                | 13               | 12               | 0                | 11               | 0                | 41               | 0                                             | 0                | 2                | 1                |
| Suíça           | 14               | 2                | 6                | 1                | 9                | 5                | 13               | 17               | 0                | 12               | 0                | 44               | 0                                             | 0                | 2                | 1                |
| Bélgica         | 14               | 2                | 6                | 1                | 9                | 6                | 13               | 17               | 0                | 15               | 0                | 49               | 0                                             | 0                | 2                | 1                |
| Estado espanhol | 14               | 2                | 6                | 4                | 9                | 11               | 14               | 17               | 0                | 15               | 0                | 49               | 0                                             | 0                | 2                | 1                |
| Total           | 4º               | 10º              | 8º               | 9º               | 7º               | 6º               | 4º               | 2º               | 13º              | 3º               | 13º              | 1º               | 13º                                           | 13º              | 10º              | 12º              |
| Países Votantes | Luxemburgo       | Países Baixos    | Noruega          | Dinamarca        | Finlândia        | Áustria          | França           | Reino Unido      | Alemanha         | Mónaco           | Portugal         | Itália           | República Socialista Federativa da Iugoslávia | Suíça            | Bélgica          | Espanha          |
| Países Votantes | Países Pontuados |                  |                  |                  |                  |                  |                  |                  |                  |                  |                  |                  |                                               |                  |                  |                  |

#### 5 pontos
Os países que receberam 5 pontos foram os seguintes:
| # | Países Pontuados | Países Votantes                                                                           |
| - | ---------------- | ----------------------------------------------------------------------------------------- |
| 8 | Itália           | Áustria, Bélgica, Finlândia, Jugoslávia, Luxemburgo, Países Baixos, Portugal, Reino Unido |
| 2 | Áustria          | Espanha, Itália                                                                           |
| 2 | Reino Unido      | Noruega, Suíça                                                                            |
| 1 | França           | Mónaco                                                                                    |
| 1 | Luxemburgo       | Alemanha                                                                                  |
| 1 | Mónaco           | França                                                                                    |
| 1 | Noruega          | Dinamarca                                                                                 |

### Maestros
| País              | Maestro             |
| ----------------- | ------------------- |
| Luxemburgo        | Jacques Denjean     |
| Países Baixos     | Dolf van der Linden |
| Noruega           | Karsten Andersen    |
| Dinamarca         | Kai Mortensen       |
| Finlândia         | George de Godzinsky |
| Áustria           | Johannes Fehring    |
| França            | Franck Pourcel      |
| Reino Unido       | Harry Rabinowitz    |
| Alemanha          | Willy Berking       |
| Mónaco            | Michel Colombier    |
| Portugal          | Kai Mortensen       |
| Itália            | Gianfranco Monaldi  |
| Iugoslávia        | Radivoje Spasić     |
| Suíça             | Fernando Paggi      |
| Bélgica           | Henri Segers        |
| Estado espanhol   | Rafael Ibarbia      |
| Maestro anfitrião | Kai Mortensen       |

## Artistas Repetentes
Em 1964, os repetentes foram:
| País (1964) | Foto | Artista        | Ano Anterior | País Representado | Canção          | Tradução    | Pontuação | Classificação |
| ----------- | ---- | -------------- | ------------ | ----------------- | --------------- | ----------- | --------- | ------------- |
| Suíça       |      | Anita Traversi | ESC 1960     | Suíça             | "Cielo e terra" | Céu e Terra | 5         | 8º            |

## Transmissão
Os canais de televisão responsáveis pela difussão do concurso quer via televisão, quer via rádio foram as seguintes cadeias televisivas:
| - NDR - ORF - VRT - DR | - TVE - YLE - RTBF - NTS | - RAI - JRT - RTL - TMC | - NRK - RTP - BBC - SR - SRG SSR |